# Erytrea na Letnich Igrzyskach Olimpijskich 2012
Erytreę na Letnich Igrzyskach Olimpijskich 2012, które odbyły się w Londynie, reprezentowało 12 zawodników.
Był to czwarty start reprezentacji Erytrei na letnich igrzyskach olimpijskich.

## Reprezentanci

### Kolarstwo

#### Kolarstwo szosowe
| Zawodnik             | Konkurencja                    | Czas    | Pozycja |
| -------------------- | ------------------------------ | ------- | ------- |
| Daniel Teklehaimanot | wyścig ze startu wspólnego (m) | 5:46:37 | 73.     |

### Lekkoatletyka

#### Kobiety
Konkurencje biegowe
| Zawodniczka    | Konkurencja | Runda 1  | Runda 1 | Runda 2  | Runda 2 | Półfinał | Półfinał | Finał    | Finał   |
| Zawodniczka    | Konkurencja | Rezultat | Pozycja | Rezultat | Pozycja | Rezultat | Pozycja  | Rezultat | Pozycja |
| -------------- | ----------- | -------- | ------- | -------- | ------- | -------- | -------- | -------- | ------- |
| Rehaset Mehari | maraton     | —        | —       | —        | —       | —        | —        | 2:35:49  | 59.     |

#### Mężczyźni
Konkurencje biegowe
| Zawodnik             | Konkurencja                   | Runda 1  | Runda 1 | Runda 2  | Runda 2 | Półfinał | Półfinał | Finał    | Finał   |
| Zawodnik             | Konkurencja                   | Rezultat | Pozycja | Rezultat | Pozycja | Rezultat | Pozycja  | Rezultat | Pozycja |
| -------------------- | ----------------------------- | -------- | ------- | -------- | ------- | -------- | -------- | -------- | ------- |
| Teklit Teweldebrhan  | bieg na 1500 m                | 3:42.88  | 32.     | —        | —       | NQ       | NQ       | NQ       | NQ      |
| Abrar Osman Adem     | bieg na 5000 m                | 13:24.40 | 11.     | —        | —       | —        | —        | NQ       | NQ      |
| Teklemariam Medhin   | bieg na 5000 m                | DNS      | DNS     | —        | —       | —        | —        | NQ       | NQ      |
| Amanuel Mesel        | bieg na 5000 m                | 13:48.13 | 34.     | —        | —       | —        | —        | NQ       | NQ      |
| Teklemariam Medhin   | bieg na 10 000 m              | —        | —       | —        | —       | —        | —        | 27:34.76 | 7.      |
| Zersenay Tadese      | bieg na 10 000 m              | —        | —       | —        | —       | —        | —        | 27:33.51 | 6.      |
| Nguse Tesfaldet      | bieg na 10 000 m              | —        | —       | —        | —       | —        | —        | 27:56.78 | 15.     |
| Weynay Ghebresilasie | bieg na 3000 m z przeszkodami | 8:37.57  | 29.     | —        | —       | —        | —        | NQ       | NQ      |
| Yared Asmerom        | maraton                       | —        | —       | —        | —       | —        | —        | 2:15:24  | 19.     |
| Yonas Kifle          | maraton                       | —        | —       | —        | —       | —        | —        | 2:21:25  | 58.     |
| Samuel Tsegay        | maraton                       | —        | —       | —        | —       | —        | —        | DNF      | DNF     |